# Jan Lindegren
Jan Axel Lindegren, född 3 januari 1949 i Dalarö församling i Stockholms län, är en svensk historiker och professor. 
Jan Lindegren disputerade på avhandlingen Utskrivning och utsugning – produktion och reproduktion i Bygdeå 1620–1640 vid Uppsala universitet 1980. Han blev professor där 1995. 2014 avgick han som dekan för Historisk-filosofiska fakulteten vid Uppsala universitet efter missnöje med ledningen av universitetet. Han är ledamot av Gustaf Adolfs Akademien.
Lindegren är son till författaren Erik Lindegren och hans första hustru Laila, ogift Bill, vilka skildes samma år som han föddes. Åren 1974–1985 var han gift med Ulla-Britt Hegstam (född 1950) och sedan 1988 är han gift med Mia Lindegren (ogift Lindquist, född 1954). som är IT-chef vid Uppsala universitet.